# استان ادرار (موریتانی)
استان ادرار (به عربی: ولایة أدرار) یک استان در موریتانی است.

## خصوصیات
استان ادرار ۲۳۵٬۰۰۰ کیلومترمربع مساحت و ۶۲٬۶۵۸ نفر جمعیت دارد.